# Il Costante overo de la clemenza
Il Costante overo de la Clemenza è un dialogo scritto da Torquato Tasso, composto presumibilmente nei primi giorni dell'ottobre 1589. Vi si disquisisce del tema etico della clemenza, seguendo fedelmente il De Clementia di Seneca, ma senza dimenticare autori quali San Tommaso, Valerio Massimo e Aristotele.